# Muhlbach-sur-Bruche
Muhlbach-sur-Bruche es una localidad y comuna francesa, situada en el departamento de Bajo Rin en la región de Alsacia.

## Demografía
| 508 | 558 | 532 | 548 | 583 | 611 |
| Para los censos de 1962 a 1999 la población legal corresponde a la población sin duplicidades (Fuente: INSEE [Consultar]) |     |     |     |     |     |